# W9 (rete televisiva)
W9 è un canale televisivo francese edito dal gruppo M6, proprietario anche di Paris Première. Il nome è il capovolgimento di M6.

## Storia
Le trasmissioni di M6 Music sono iniziate il 5 marzo 1998, come canale musicale disponibile sulla piattaforma satellitare TPS. In data 31 marzo 2005 un nuovo canale sul digitale terrestre è lanciato. Questo canale prende allora il nome di W9. Il canale trasmette della musica, dei film e telefilm.

## Programmi

### Musicali
- Wake Up
- W9 hits
- @ vos clips
- Génération top 50
- Talent tout neuf

### Serie TV
- Glee
- I Simpson
- Ma famille d'abord
- Lie to me
- Un gars, une fille

## Diffusione
W9 è diffusa in chiaro sulla tv digitale terrestre francese al numero 9, mentre la copertura satellitare è garantita dal suo posizionamento su Hotbird, Atlantic Bird 3, Astra e Eurobird 9A (su quest'ultimo il canale è FTA, ma è necessario un decoder in grado di leggere lo standard DVB-S2). È inserito anche nell'offerta di CanalSat al numero 59, invece Numericable posiziona il canale al numero 9. A differenza di M6 HD, disponibile gratuitamente sul digitale terrestre, la versione in alta definizione di W9 è a pagamento su CanalSat.